# Lon Chaney sr.
Lon Chaney, geboren als Leonidas Frank Chaney (Colorado Springs, 1 april 1883 - Los Angeles, 26 augustus 1930) was een Amerikaans acteur, bekend om het spelen van ingewikkelde en grootse personages, meestal in horrorfilms.

## Biografie

### Jeugdjaren
Lon Chaney werd als Leonidas Frank Chaney geboren in Colorado Springs als zoon van Frank H. Chaney en Emma Alice Kennedy. Zijn beide ouders waren doof, waardoor Chaney goed overweg kon met pantomime.
In 1902 begon Chaney een theatercarrière en begon te reizen met verscheidene grootheden uit de vaudeville. In 1905 ontmoette hij hierbij zangeres Cleva Creighton. Ze trouwden en in 1906 kregen ze een zoon, Creighton Chaney (later bekend geworden als Lon Chaney jr.). Ze bleven rondreizen voor de vaudeville tot 1910, toen ze zich vestigden in Californië.
In 1913 kreeg het echtpaar huwelijksproblemen en deed Creighton een zelfmoordpoging door vergif te slikken. Hoewel ze dit overleefde, verwoestte dit hun huwelijk en carrière in het theater. Ze scheidden in april 1914.

### Begin van een filmcarrière
In 1912 kreeg Chaney een contract bij Universal Studios. Hij groeide al snel uit tot een acteur op de voorgrond, omdat hij goed overweg kon met make-up en daarom goed karakterrollen kon vertolken. Tijdens zijn periode bij Universal Studios, raakte hij goed bevriend met regisseur Joe De Grasse en zijn familie. De Grasse gaf hem rollen in zijn films en moedigde hem ertoe aan macabere rollen te spelen.
Hij trouwde rond deze tijd met koormeisje Hazel Hastings. Er is weinig bekend over Hastings, behalve dat haar huwelijk met Chaney zeer hecht was. Ze kregen voogdij over Chaney's 10-jarige zoon, die sinds de scheiding met Creighton in verscheidene huizen en kostscholen had gewoond.
In 1917 was Chaney een veelbelovende acteur, maar toen hij een salarisverhoging vroeg aan producer William Sistrom, antwoordde hij dat Chaney nooit meer waard zou zijn dan $100 per week. Niet veel later verliet de acteur de studio.
Chaney had moeite met het vinden van een rol, maar bewees zijn talenten in zijn volgende film Riddle Gawne (1918).

### Erkenning als acteur

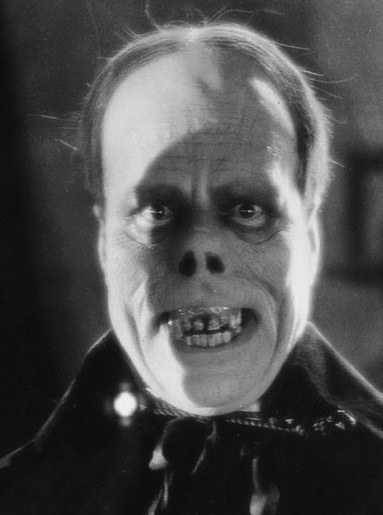
Chaney in The Phantom of the Opera

Chaney brak door met zijn vertolking als "The Frog" in The Miracle Man (1919). Hij kreeg lof van de critici en werd uitgeroepen tot de meest bekende karakteracteur. Chaney kreeg rollen in bekende horrorfilms uit de tijd van de stomme film, waaronder The Hunchback of Notre Dame (1923) en The Phantom of the Opera (1925).
Door zijn vaardigheden met make-up, kreeg hij de bijnaam "Man of a Thousand Faces" (Man met duizend gezichten). Door die vaardigheden kreeg hij ook rollen in misdaad- en avonturenfilms, waaronder The Penalty (1920).
Chaney werkte regelmatig samen met regisseur Tod Browning en vertolkte voornamelijk vermomde of verminkte karakters in tien van zijn films. Hij verscheen onder andere tegenover Joan Crawford in The Unknown (1927) en tegenover Conrad Nagel in London After Midnight (1927).
In 1930 was Chaney te zien in The Unholy Three, zijn enige geluidsfilm, een remake van zijn film uit 1925. De acteur deed in zijn carrière weinig reclame voor zijn films en bleef met zijn vrouw Hastings ook buiten de pers.
Tijdens het filmen van Thunder (1929) kreeg Chaney een longontsteking en werd aan het einde van 1929 longkanker bij hem vastgesteld. Een paar weken nadat The Unholy Three werd uitgebracht overleed hij aan een bloeding aan zijn keel.

## Filmografie
| - The Honor of the Family (1912) - The Ways of Fate (1913) - Suspense (1913) - Shon the Piper (1913) - The Blood Red Tape of Charity (1913) - The Restless Spirit (1913) - Poor Jake's Demise (1913) - The Sea Urchin (1913) - The Trap (1913) - Almost an Actress (1913) - An Elephant on His Hands (1913) - Back to Life (1913) - Red Margaret, Moonshiner (1913) - Bloodhounds of the North (1913) - The Lie (1914) - The Honor of the Mounted (1914) - Remember Mary Magdelen (1914) - Discord and Harmony (1914) - The Menace to Carlotta (1914) - The Embezzler (1914) - The Lamb, the Woman, the Wolf (1914) - The End of the Feud (1914) - The Tragedy of Whispering Creek (1914) - The Unlawful Trade (1914) - Heartstrings (1914) - The Forbidden Room (1914) - The Old Cobbler (1914) - The Hopes of Blind Alley (1914) - A Ranch Romance (1914) - Her Grave Mistake (1914) - By the Sun's Rays (1914) - The Oubliette (1914) - A Miner's Romance (1914) - Her Bounty (1914) - The Higher Law (1914) - Richelieu (1914) - The Pipes of Pan (1914) - Virtue Its Own Reward (1914) - Her Life Story (1914) - Lights and Shadows (1914) - The Lion, the Lamb, and the Man (1914) - A Night of Thrills (1914) - Her Escape (1914) - The Sin of Olga Brandt (1915) - Star of the Sea (1915) - The Small Town Girl (1915) - The Measure of a Man (1915) - The Threads of Fate (1915) - When the Gods Played a Badger Game (1915) - Such is Life (1915) - Where the Forest Ends (1915) - Outside the Gates (1915) - All for Peggy (1915) - The Desert Breed (1915) - Maid of the Mist (1915) - The Grind (1915) - The Girl of the Night (1915) - The Stool Pigeon (1915) - For Cash (1915) - An Idyll of the Hills (1915) - The Stronger Mind (1915) - The Oyster Dredger (1915) - Steady Company (1915) - The Violin Maker (1915) - The Trust (1915) - Bound on the Wheel (1915) - Mountain Justice (1915) - Quits (1915) - The Chimney's Secret (1915) - The Pine's Revenge (1915) - The Fascination of the Fleur de Lis (1915) - Alas and Alack (1915) - A Mother's Atonement (1915) - Lon of Lone Mountain (1915) - The Millionaire Paupers (1915) - Under a Shadow (1915) - Father and the Boys (1915) - Stronger Than Death (1915) - Dolly's Scoop (1916) - The Grip of Jealousy (1916) | - Tangled Hearts (1916) - The Gilded Spider (1916) - Bobbie of the Ballet (1916) - The Grasp of Greed (1916) - The Mark of Cain (1916) - If My Country Should Call (1916) - Felix on the Job (1916) - The Place Beyond the Winds (1916) - Accusing Evidence (1916) - The Price of Silence (1916) - The Piper's Price (1917) - Hell Morgan's Girl (1917) - The Mask of Love (1917) - The Girl in the Checkered Coat (1917) - The Flashlight (1917) - A Doll's House (1917) - Fires of Rebellion (1917) - The Rescue (1917) - Pay Me (1917) - Triumph (1917) - The Empty Gun (1917) - Anything Once (1917) - The Scarlet Car (1917) - The Grand Passion (1918) - Broadway Love (1918) - The Kaiser, the Beast of Berlin (1918) - Fast Company (1918) - A Broadway Scandal (1918) - Riddle Gawne (1918) - That Devil Bateese (1918) - The Talk of the Town (1918) - Danger--Go Slow (1918) - The Wicked Darling (1919) - The False Faces (1919) - A Man's Country (1919) - Paid in Advance (1919) - The Miracle Man (1919) - When Bearcat Went Dry (1919) - Victory (1919) - Daredevil Jack (1920) - Treasure Island (1920) - The Gift Supreme (1920) - Nomads of the North (1920) - The Penalty (1920) - Outside the Law (1921) - For Those We Love (1921) - Bits of Life (1921) - The Ace of Hearts (1921) - The Trap (1922) - Voices of the City (1922) - Flesh and Blood (1922) - The Light in the Dark (1922) - Oliver Twist (1922) - Shadows (1922) - Quincy Adams Sawyer (1922) - A Blind Bargain (1922) - All the Brothers Were Valiant (1923) - While Paris Sleeps (1923) - The Shock (1923) - The Hunchback of Notre Dame (1923) - The Next Corner (1924) - He Who Gets Slapped (1924) - The Monster (1925) - The Unholy Three (1925) - The Phantom of the Opera (1925) - The Tower of Lies (1925) - The Blackbird (1926) - The Road to Mandalay (1926) - Tell It to the Marines (1926) - Mr. Wu (1927) - The Unknown (1927) - Mockery (1927) - London After Midnight (1927) - The Big City (1928) - Laugh, Clown, Laugh (1928) - While the City Sleeps (1928) - West of Zanzibar (1928) - Where East is East (1929) - Thunder (1929) - The Unholy Three (1930) |

- Bibsys: 11081847
- Biblioteca Nacional de España: XX4722820
- Bibliothèque nationale de France: cb144081625 (data)
- Catàleg d'autoritats de noms i títols de Catalunya: 981058528422306706
- Gemeinsame Normdatei: 119451778
- International Standard Name Identifier: 0000 0001 2133 6898
- Library of Congress Control Number: n89639682
- Nationale Bibliotheek van Tsjechië: av2009541082
- Nationale bibliotheek van Australië: 35251541
- Nationale Bibliotheek van Israël: 987007446922405171
- Nederlandse Thesaurus van Auteursnamen: 072235829
- Istituto Centrale per il Catalogo Unico: DDSV280078
- SNAC: w6nk49nb
- Système universitaire de documentation: 059708026
- Trove: 882600
- Virtual International Authority File: 54361336
- WorldCat: E39PBJvHbxdmPFDQFxC84MXcfq